# 제12대 섀프츠베리 백작 니컬러스 애슐리쿠퍼
제12대 섀프츠베리 백작 니컬러스 에드먼드 앤서니 애슐리쿠퍼(Nicholas Edmund Anthony Ashley-Cooper, 12th Earl of Shaftesbury, 1979년 6월 3일 ~ )는 잉글랜드의 세습귀족이다. 닉 애슐리쿠퍼(Nick Ashley-Cooper)로 잘 알려져있다.
| 전임 앤서니 애슐리쿠퍼 | 잉글랜드의 섀프츠베리 백작 2005년 - | 후임 현직 |